# Maldivea xarifae
Maldivea xarifae är en rundmaskart som beskrevs av Gerlach 1962. Maldivea xarifae ingår i släktet Maldivea och familjen Oxystominidae. Inga underarter finns listade i Catalogue of Life.